# Кольский канал

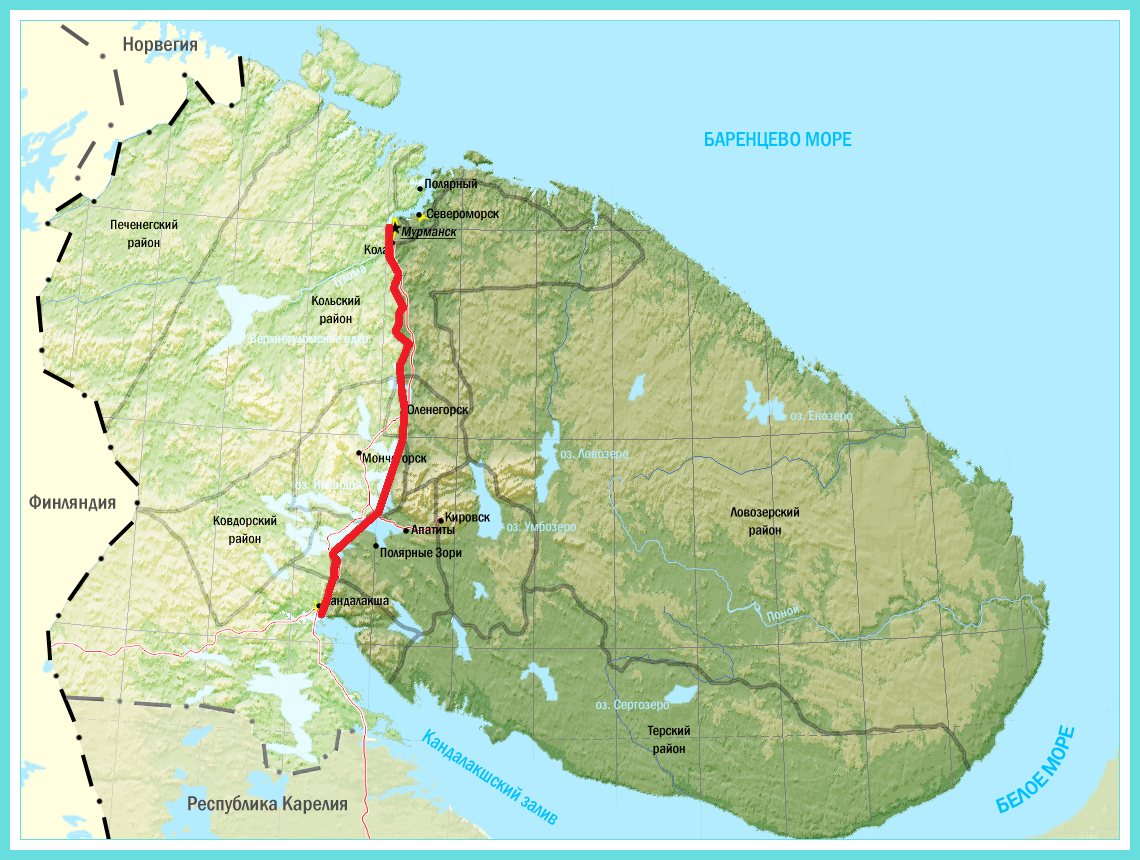
Кольский канал

Кольский канал — советский довоенный проект постройки судоходного канала на Кольском полуострове. Проект реализован не был.

## История проекта
После окончания строительства Беломорско-Балтийского канала в 1932 году оказалось, что его глубина (в то время она составляла 3,65 м) была недостаточна для прохода крупных кораблей, в том числе линкоров. Советское правительство приказало начать изыскательские работы по строительству второй линии канала. Это решение логично увязывалось с идеей строительства канала на Кольском полуострове, от Кандалакши (которая до 1938 года входила в состав Карельской АССР) до Мурманска, который должен был сократить путь в обход полуострова на 1000 км. Проект строительства канала поддерживался мурманскими властями с начала тридцатых годов. Первоочередное значение имели здесь не экономические, а военные соображения: обеспечение быстрого перехода военных кораблей с Баренцева на Балтийское море. И хотя по каналу могло бы перевозиться до 13 миллионов тонн грузов в год в обе стороны (по другим оценкам — всего 8,5 миллионов тонн), а его сооружения можно было использовать для генерации электричества, он всё равно не окупал себя. Это было вызвано не себестоимостью перевозки грузов (расчётная себестоимость одного тонно-километра составляла 0,63 руб., для сравнения на Мурманской железной дороге она была 0,99 руб), в высокими ценами на строительство и содержание канала в приполярных условиях, а также 13 миллионов рублей на переоборудование мурманского порта, строительства новых причалов, береговой инфраструктуры и сооружение нового порта в районе города Апатиты. К тому же Мурманская железная дорога с переходом после электрификации могла взять на себя предполагаемый грузооборот канала.
Изыскательская работа началась в 1934 году, маршрут канала был исследован и разработан в следующие два года. Завершить строительство планировали в 1942 году. Однако в 1937 году проект был признан экономически неоправданным и слишком дорогостоящим на фоне ухудшающейся мировой обстановки перед Второй мировой войной.

## Маршрут канала
Канал длиной 246 километров должен был соединить Кольский и Кандалкашский заливы, через реку Ниву, озеро Имандра и реку Кола. Гарантированная глубина канала должна была составлять 7,4 метров, а на участке Апатиты — Мурманск — 8,4 метров. Кольский канал должен был иметь естественное питание, которое осуществлялось бы из лежащего на водоразделе озера Имандра и смежных с ним озер. На Кольском водном пути проектировалось 110 сооружений, в том числе 26 шлюзов напором от 10 до 13 м, 33 плотины, 36 каналов, 8 дамб и 7 водоспусков. Расчетная продолжительность навигации на канале из-за климатических условий в среднем составила бы 5 месяцев.